# Dzsakeli Natela grúz királyné
Dzsakeli Natela (? – 1289 után), grúzul: ნათელა ჯაყელი (ბექა ჯაყელის ასული), törökül: Gürcistan Kraliçesi Natela Cakeli, latinul: Natela, regina Georgiae, szamchei (meszheti) hercegnő, grúz királyné. A kun eredetű Dzsakeli-házból származott. Crispo Florencia naxoszi hercegnő 6. generációs felmenője és I. Katalin ciprusi királynő 7. generációs felmenője. valamint I. Iszmáíl perzsa sah 8. generációs felmenője.

## Élete

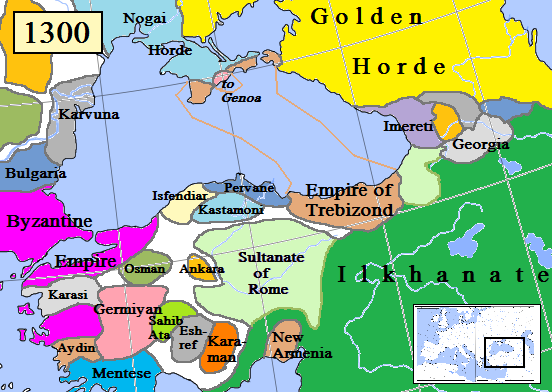
A Trapezunti Császárság és Szamche 1300-ban.

Édesapja I. (Dzsakeli) Beka, Szamche uralkodó hercege, Grúzia főudvarmestere, édesanyja Vakak úrnő. A húga, Dzsiadzsak II. (Komnénosz) Alexiosz (1283–1330) trapezunti császár első felesége volt.

## Gyermeke
- Férjétől, II. (Mártír) Demeter (1258–1289) grúz királytól, 1 fiú:[2]
  - György (1288/9–1346), V. György néven grúz király (ur.: 1299–1346), felesége N. N., 1 fiú